# Ступниця (річка)
Ступниця (пол. Stupnica) — річка в Польщі, права притока Сяну.
Річка бере початок в горах вище Лещави-Горішньої поміж горами Бріана (пол. Bziana), висотою 574 метри над рівнем моря, та безіменною, з висотою 551 метр над рівнем моря, на висоті приблизно 460 метрів над рівнем моря. Довжина річки становить приблизно 28 кілометрів, головні притоки — Лещавка, Липка, Рудавка, Кожонка, Ясьонка, Березка (пол. Leszczawka, Lipka, Rudawka, Korzonka, Jasionka, Brzuska).
Протікає через села Лещава-Горішня, Лещава-Долішня, Стара Бірча, Бірча, Нове Село, Березка, Бахів.

Ступниця в Бірчі
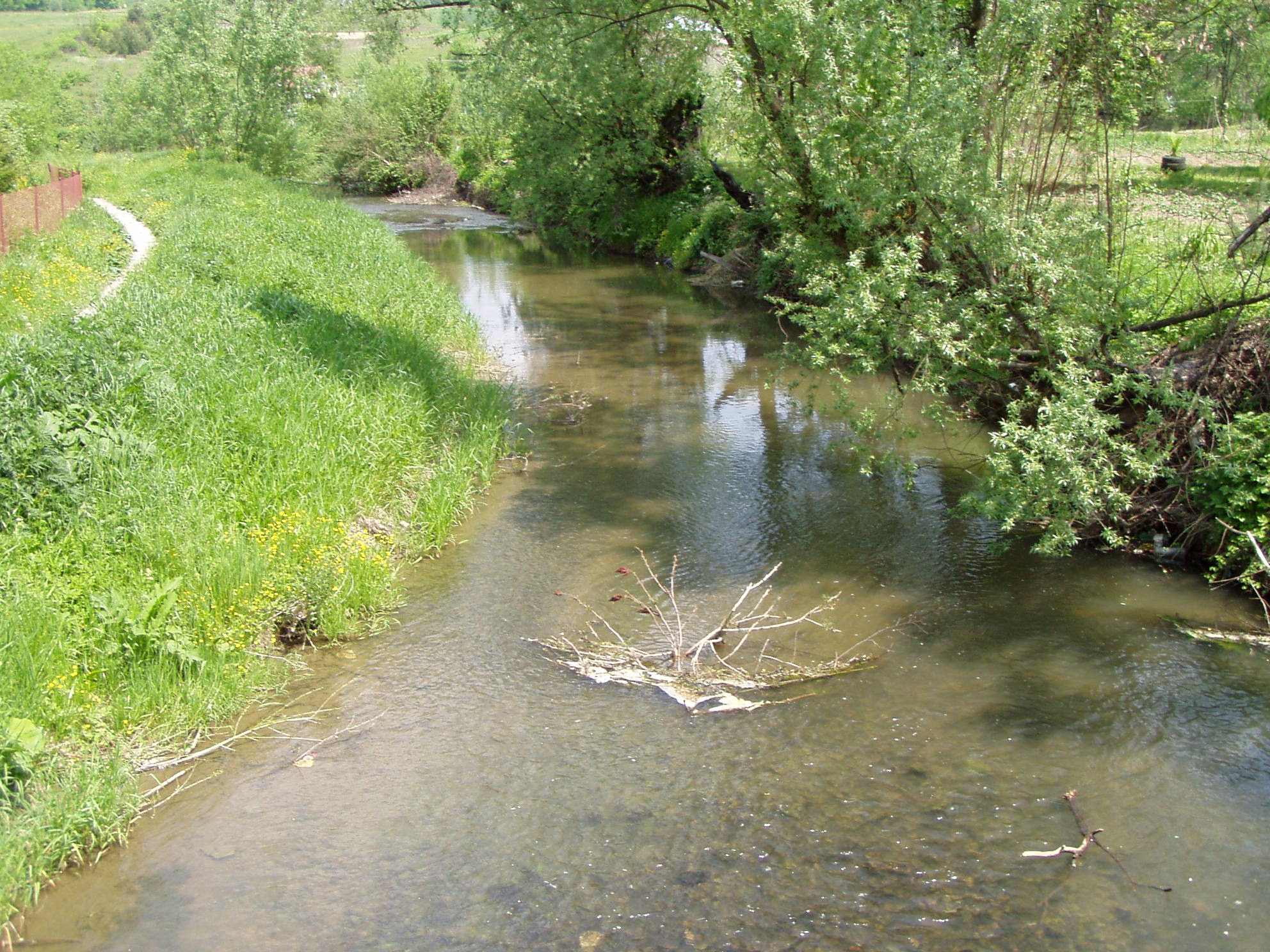
посуха 2007 року
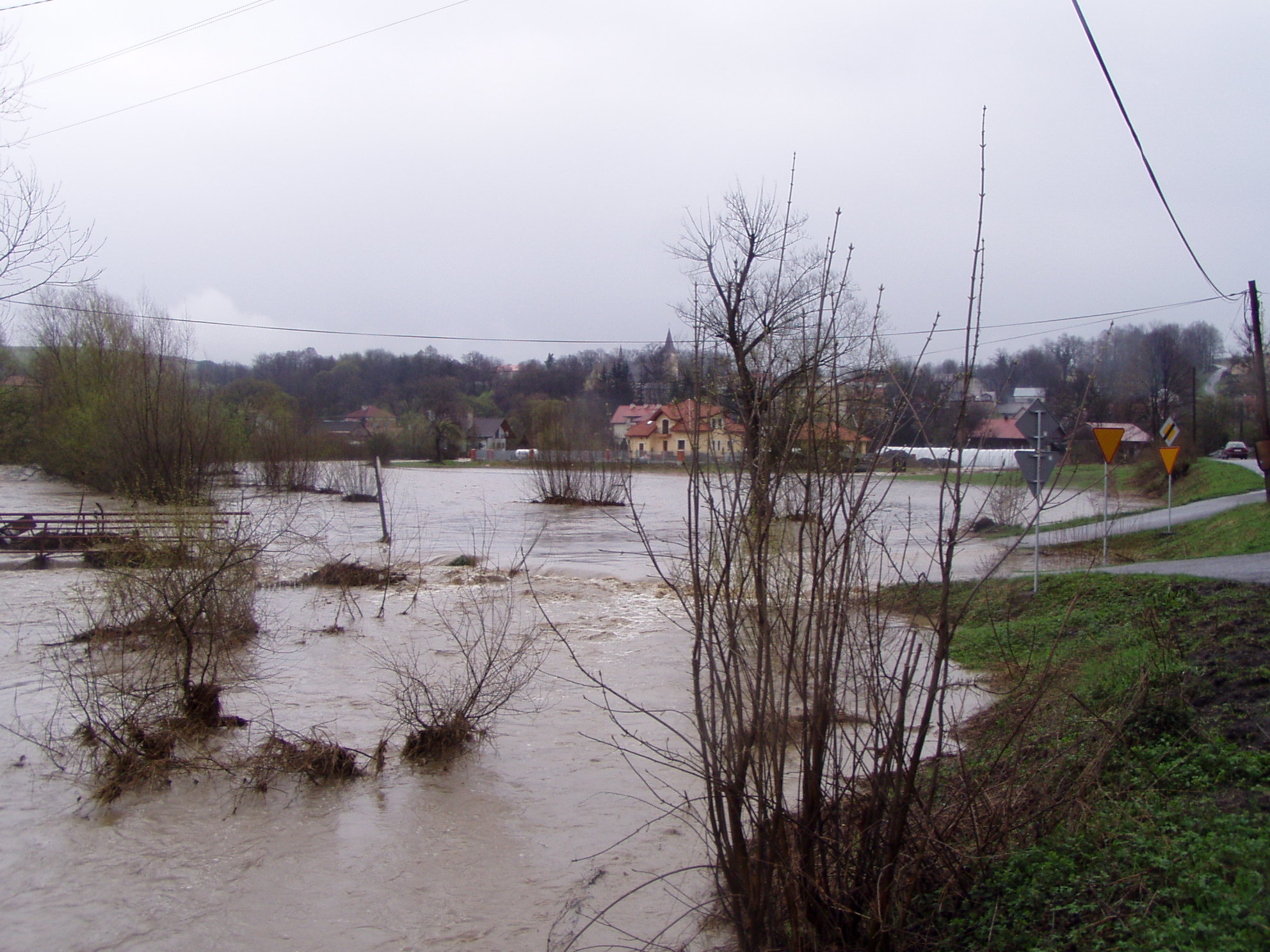
повінь на Великдень в 2009